# نیوپورت، شهرستان واشینگتن، اوهایو
نیوپورت (به انگلیسی: Newport) یک منطقهٔ مسکونی در ایالات متحده آمریکا است که در شهرستان واشینگتن، اوهایو واقع شده‌است.